# St. Benedikt (Oberisling)

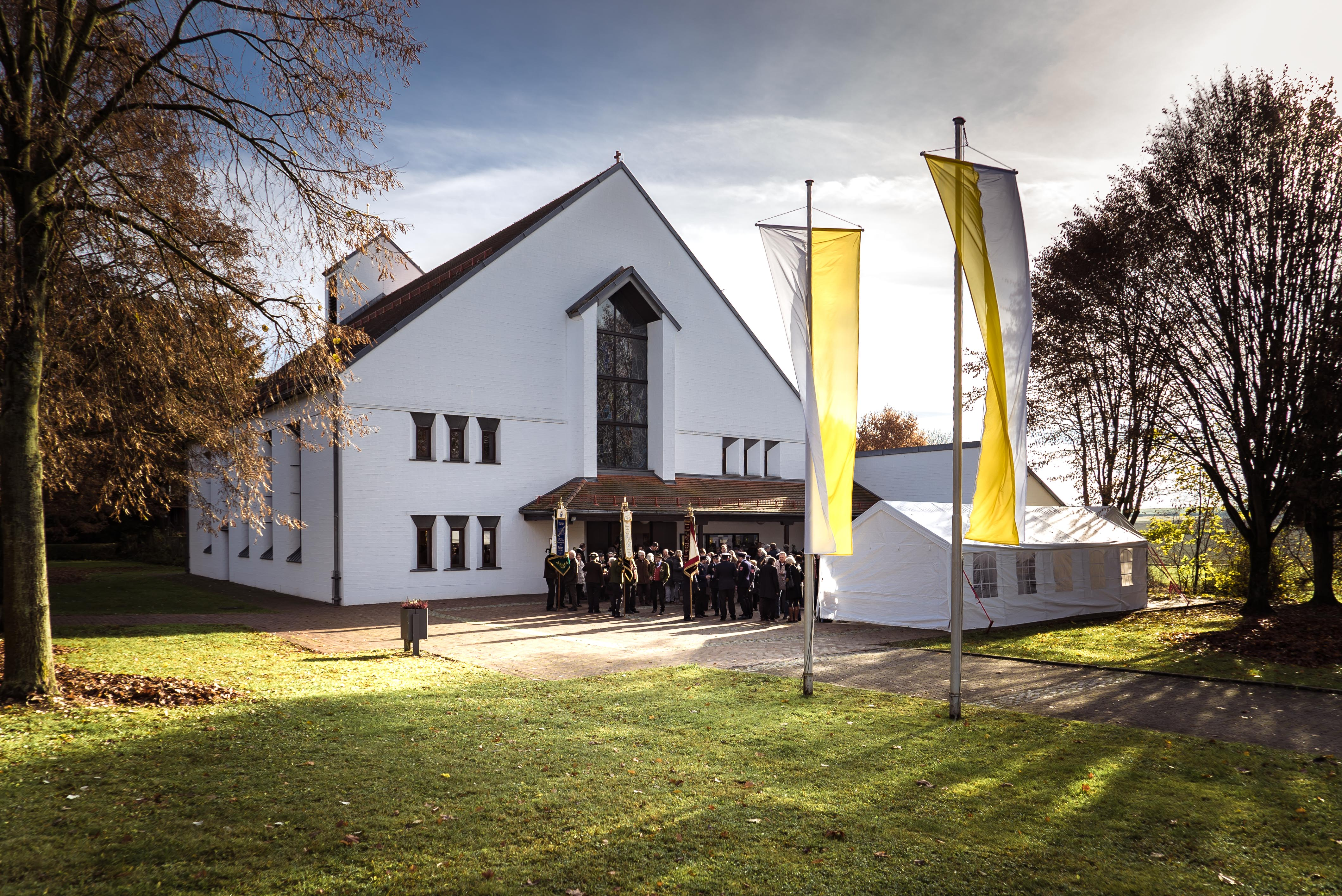
Sankt Benedikt in Oberisling

Die katholische Filialkirche St. Benedikt in Regensburg ist ein Kirchenbau der Architekten Peter Wenz und Jürgen Zettel aus dem späten 20. Jahrhundert im Stadtteil Oberisling.

## Geschichte
Bereits in den 1960er Jahren wurde erstmals über den Neubau einer Kirche in Oberisling diskutiert und nach einem geeigneten Baugrund Ausschau gehalten. Gegen Ende der 1970er Jahre mehrten sich diese Stimmen, da die bestehende spätromanische Kirche St. Martin auf Grund der wachsenden Bevölkerung im Ort zu klein geworden war. Dies war nicht zuletzt auf die Eingemeindung Oberislings und Leoprechtings zur Stadt Regensburg zurückzuführen war. Die Einwohnerzahl hatte sich in den Jahren zuvor fast verfünffacht und die 70 Sitzplätze der kleinen Kirche im Ortskern waren nicht mehr passend. Ein Kirchbauverein wurde gegründet, der mit hohem Engagement die Thematik vorantrieb.

### Grundstück
Eine Erweiterung der Martins-Kirche wurde geprüft, aber auf Grund des zu kleinen Grundstückes schnell wieder verworfen, so dass der Kirchen-Neubau beschlossen wurde. Bei der erneuten Suche nach einem Bauplatz rückte ein Grundstück am westlichen Ortsrand Oberislings in den Fokus, welches bereits im Besitz der Diözese Regensburg war und auf welchem zunächst ein Schwesternschulheim für das neu entstandene Universitätsklinikum vorgesehen war. Da dieses Grundstück sehr viel Wasser führte, musste vorab ein Bodengutachten die Tauglichkeit für den Bau einer Kirche beweisen. Nach dem positiven Bescheid wurde im Mai 1981 der Beschluss gefasst eine neue Kirche in Oberisling zu bauen und die Architekten Wenz und Zettel mit der Planung und dem Bau der neuen Kirche betraut.

### Patronsfindung
Die Patronsfindung wurde von mehreren Stellen aus betrieben, so dass es sich zu Anfang um drei verschiedene potentielle Namensgeber handelte: Maximilian Kolbe, Franz von Assisi und Benedikt von Nursia. Ein Umstand, bei dem mehrere Jubiläen 1980 zusammenfielen führte dazu, dass am Ende Benedikt von Nursia als Patron der neuen Kirche gewählt wurde. Zum einen wurde im Jahr 1980 der 1500. Geburtstag des Heiligen gefeiert, zum anderen war es zu diesem Zeitpunkt genau 1000 Jahre her, dass Markgraf Berthold 980 n. Chr. eine Schenkung von Ländereien an das Regensburger Kloster St. Emmeram beurkundete und somit hatten die Benediktiner seit jeher die Seelsorge im Dorf inne. Die Entscheidung für Benedikt von Nursia war eine bemerkenswerte, da es zu dieser Zeit im gesamten Bistum Regensburg nur eine weitere Kirche mit demselben Namen gab.

### Entwurfsplanung
Noch 1980 lieferte das Architekturbüro Wenz und Zettel einen ersten Entwurf für eine St.-Maximilian-Kolbe-Kirche. Dieser Entwurf wurde allerdings von der Bevölkerung zunächst abgelehnt, so dass das Büro mit den Anregungen der Bürger einen neuen Entwurf lieferten. Der zweite Entwurf überzeugte die Bevölkerung. Eine moderne, schlichte Architektursprache, die sich jedoch voll umfänglich in das bestehende Ortsbild integriert wurde zur Umsetzung angestrebt.

### Genehmigungsplanung und Vorbereitung
Nach kleineren Änderungen des Entwurfes (Hinzufügen eines kleinen Turmreiters und einer Glockenstube für ein zweistimmiges Geläut) reichten die Architekten am 20. Oktober 1981 die Genehmigungsplanung für das neue Bauwerk am westlichen Ortsrand Oberislings ein. Im Anschluss folgten drei Jahre, in der das gemeinsame Engagement der Bürger von Oberisling und Leoprechting noch deutlicher wurde.

### Grundstein
Der Grundstein der neuen Kirche wurde von den Bürgern, von Pfarrer Georg Frank und den Architekten gemeinsam von der Abtei Monte Cassino im Jahr 1981 nach Regensburg geholt. Dabei handelte es sich um eine alte Treppenstufe aus dem von Benedikt von Nursia gegründeten Kloster in der italienischen Provinz Frosinone. Dieser Stein findet sich heute als Grundstein in der nördlichen Altarrückwand, als Paxstein im Westen hinter dem Eingang und als Steinkreuze unterhalb der zwölf Apostelleuchter an den nördlichen und südlichen Seitenwänden im Bauwerk wieder.

### Bauphase (1983–1984)
Im weiteren Verlauf der Bauphase folgten am 25. September 1982 der Spatenstich der Kirche und die Grundsteinlegung am 4. Juni 1983. Noch im selben Jahr, am 11. Dezember 1983, wurden die zuvor in Passau von der Gießerei Perner hergestellten Glocken Benedikt und Josef in Oberisling bei Eiseskälte geweiht.
Nach einer Bauzeit von knapp einem Jahr konnte die Kirche ohne größerer Komplikationen am 15. Juli 1984 durch Bischof Manfred Müller von Regensburg geweiht werden. Die Regensburger Zeitung „Die Woche“ stand dem Bauprojekt skeptisch gegenüber, da das wasserreiche Grundstück eine teure Pfahlgründung erforderte und zudem nahezu außerhalb des bestehenden Ortes lag.

### Weihe (1984)
Der damalige Bischof von Regensburg, Manfred Müller, weihte die Kirche am 15. Juli 1984. Begleitet von einem großen Festzug von der alten St.-Martins-Kirche in die neue St.-Benedikts-Kirche. Ein wichtiger Tag für die Oberislinger Geschichte, der mit dem Autobahnanschluss, dem Bau der Universität und der Eingemeindung nach Regensburg gleichzusetzen ist.

### Orgelweihe (2016)

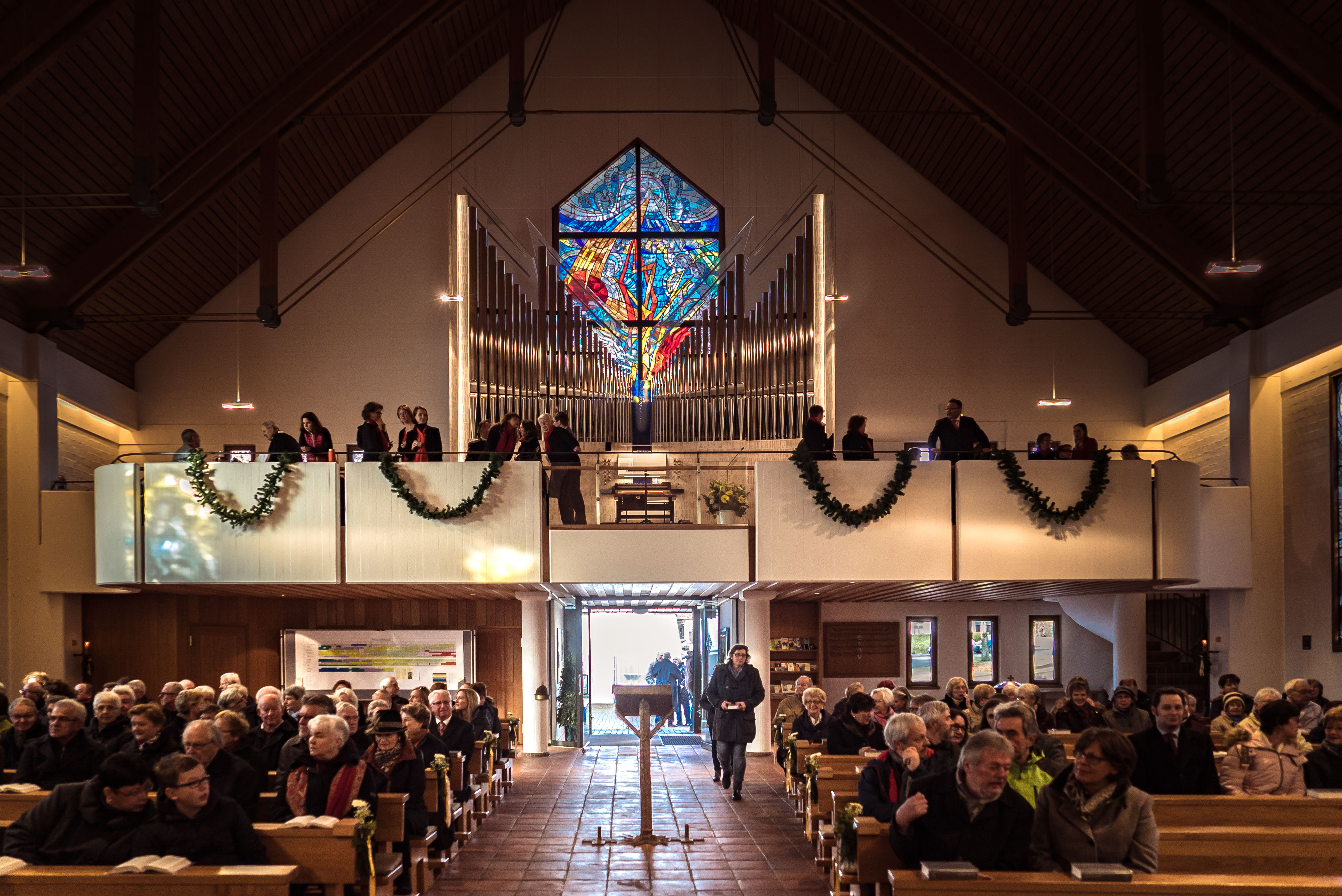
Orgelweihe in Sankt Benedikt, Oberisling

Ursprünglich war für das Bauwerk auch eine Orgel vorgesehen. Jedoch wurde aus Kostengründen darauf verzichtet, die Orgel direkt mit einzubauen. Provisorische, mobile Orgeln prägten die Jahre nach der Kirchenweihe. Im Oktober 2007 wurde von den Bürgern ein Orgelbauverein ins Leben gerufen, der über Jahre hinweg Spenden für eine Orgel in St. Benedikt sammelte. Letzten Endes wurde am 20. November 2016 die neue Orgel des Orgelbauers Claudius Winterhalter aus dem baden-württembergischen Oberharmersbach geweiht. Da im Volksmund eine Kirche erst dann vollendet ist, wenn darin die Orgel zum ersten Mal erklingt, endete sozusagen eine 32-jährige Bauzeit 2016 mit der Orgelweihe. Das Instrument mit vier Wechselschleifen, zwei Extensionen und 2 Vorabzügen hat folgende Disposition:
| I Hauptwerk C–g3 |                |       |
| 1.               | Principal      | 8′    |
| 2.               | Rohrflöte      | 8′    |
|                  | Salicional     | 8′    |
| 3.               | Octave         | 4′    |
| 4.               | Hohlflöte      | 4′    |
|                  | Quinte         | 2 ⁄3′ |
| 5.               | Sesquialter II | 2 ⁄3′ |
| 6.               | Superoctave    | 2′    |
|                  | Quinte         | 1 ⁄3′ |
| 7.               | Mixtur IV      | 1 ⁄3′ |

| II Nebenwerk C–g3 |                |       |
| 8.                | Gedackt        | 8′    |
| 9.                | Salicional     | 8′    |
|                   | Hohlflöte      | 4′    |
| 10.               | Fugara         | 4′    |
|                   | Sesquialter II | 2 ⁄3′ |
|                   | Superoctave    | 2′    |
| 11.               | Flageolet      | 2′    |
| 12.               | Oboe           | 8′    |

| Pedal C–f1 |             |       |
| 13.        | Subbass     | 16′   |
| 14.        | Gedecktbass | 8′    |
| 15.        | Oktavbass   | 8′    |
| 16.        | Bassoctave  | 4′    |
|            | (Fagott)    | (16′) |

- Koppeln: II/I, I/P, II/P
- Tremulant

## Architektur

### Architektonische Gestalt

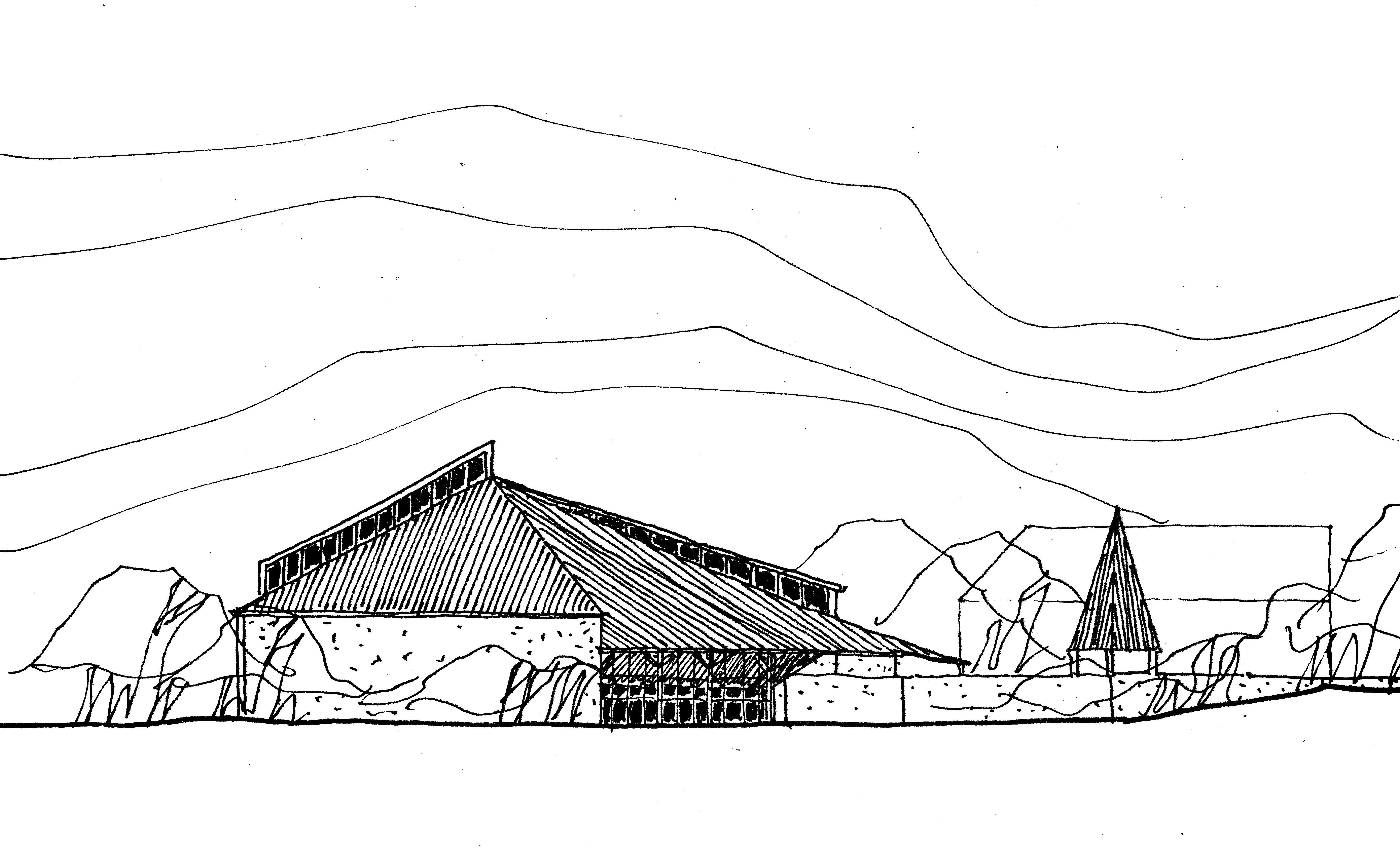
Erster Entwurf der neuen Kirche in Oberisling

Die Architekten Wenz und Zettel wurden 1980 mit dem Entwurf der Kirche betraut. Zunächst lieferten sie einen Entwurf für eine St.-Maximilian-Kolbe-Kirche. Dieser war, dem Schicksal des Heiligen folgend, geprägt durch einen unregelmäßigen, nicht gerichteten Baukörper und zueinander aufgefächerten Dächern. Beim Betreten des Kirchraumes sollte der Besucher seine Richtung ändern und somit auch einen weltlich-geistlichen Wandel im Sinn vollziehen. Durch die Einbeziehung der  Bürger entstand das Modell der partizipativen Architektur, also der aktiven Bürgerbeteiligung und so wurde der erste Entwurf von der Bevölkerung abgelehnt und das Büro folgte den Wünschen der Oberislinger und Leoprechtinger. 

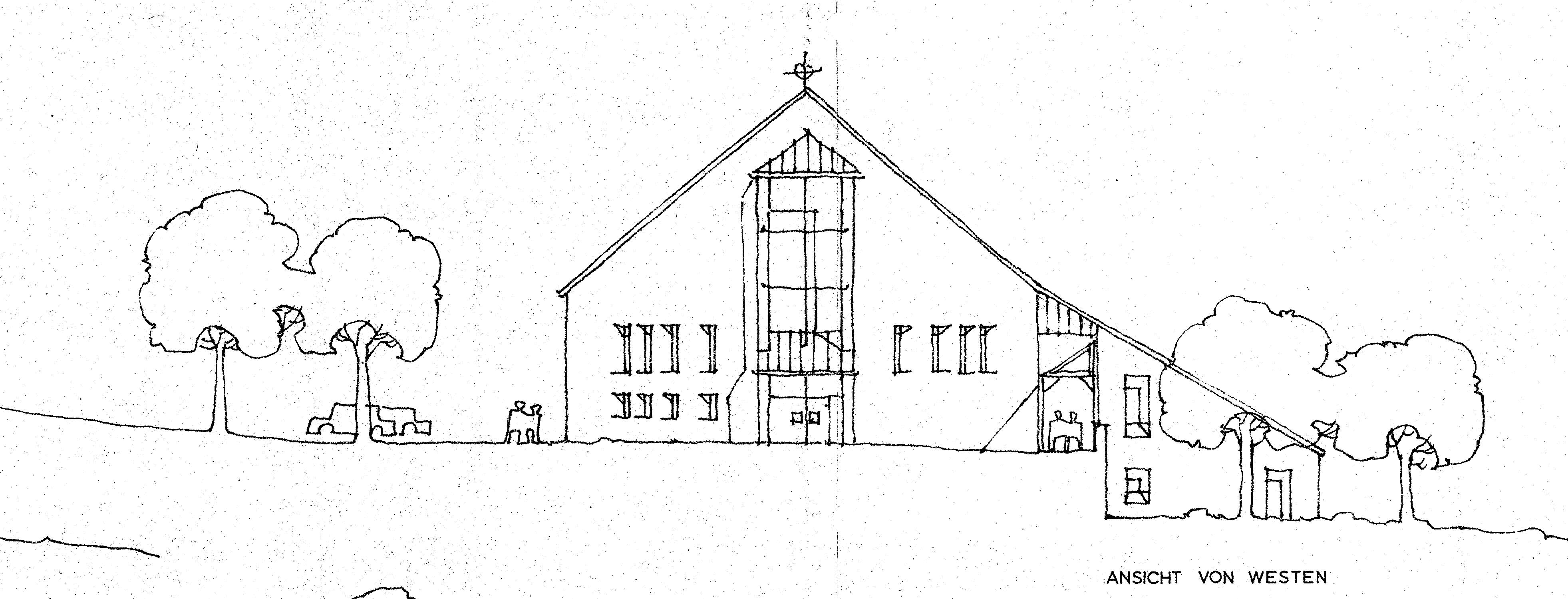
Ansicht West – Genehmigungsplanung

Es folgte der Entwurf, der schließlich auch umgesetzt wurde. Ein schlichter, moderner Baukörper, der einen großzügigen und hellen Kirchenraum ermöglicht, sich in das bestehende Ortsbild integriert und an den dörflichen Kontext angepasst ist und dabei der Martins-Kirche nicht den Rang als Solitär und Wahrzeichen Oberislings ablaufen sollte. Diese sollte weiterhin der zentrale Punkt im Dorf bleiben. Eine grundsolide und einfache Idee, die aber so perfekt umgesetzt wurde, dass man St. Benedikt im Oberislinger Ortsbild heute geradezu suchen muss.
Aus dieser Intention heraus plante das Architekturbüro den neuen Kirchenbaukörper zunächst ohne eigenen Turm. Das Glockengeläut St. Martins sollte zu den Gottesdiensten in St. Benedikt läuten. Dem Wunsch der  Bürger folgend entschieden sich Wenz und Zettel dann für einen kleinen Turmreiter mit eigener Glockenstube und einem zweistimmigen Geläut. Zusammen mit St. Martin verfügt Oberisling über ein gut harmonierendes fünfstimmiges Geläut.

### Symbole und Zeichen
Die sakrale Architektur aus verschiedenen Jahrhunderten ist geprägt von Symbolen und Zeichen. Auch in St. Benedikt sind diese verarbeitet und tragen zum Gesamtkonzept der Architekten bei.

#### Lage

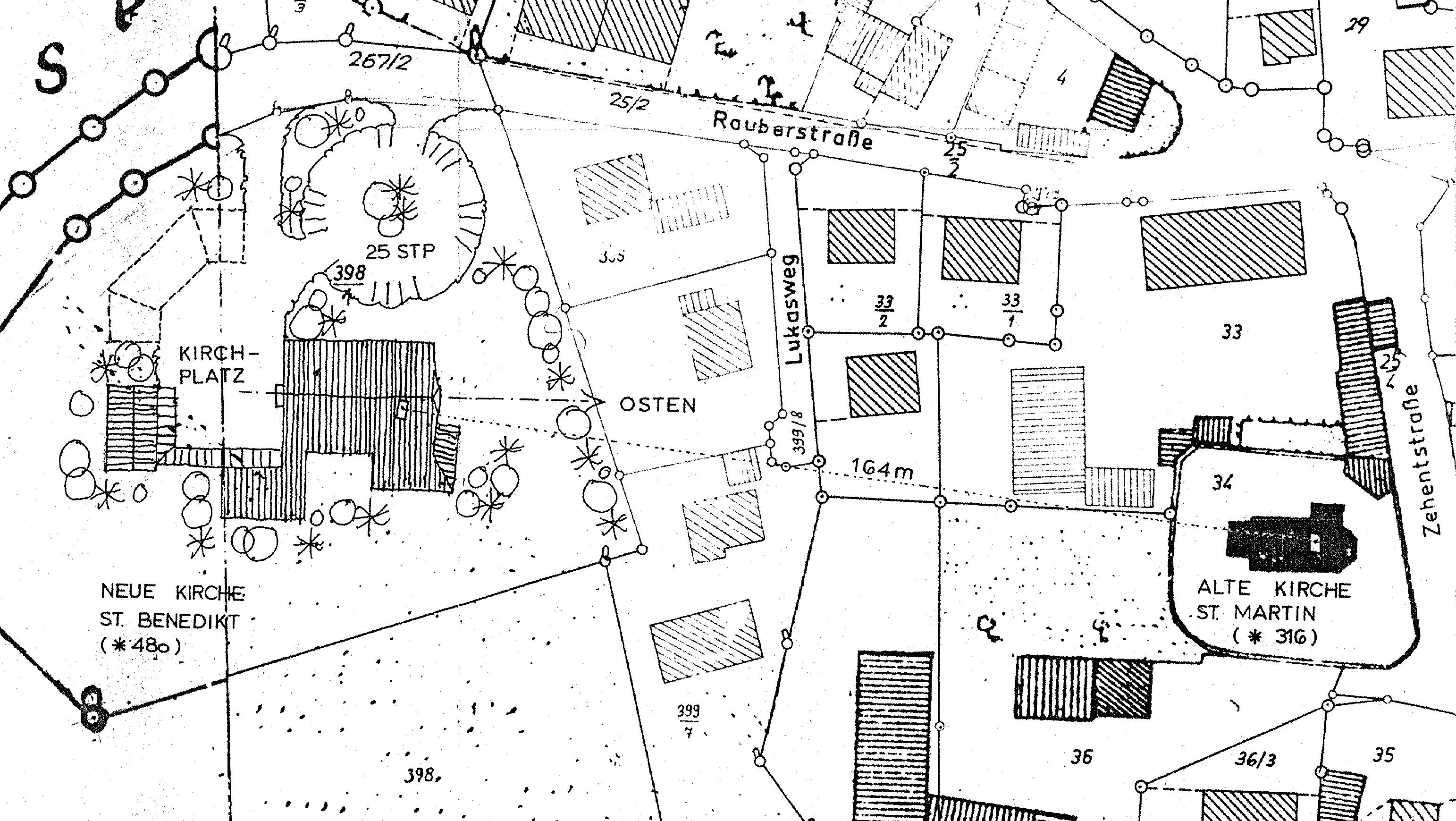
Lageplan St. Benedikt

Da die Lage des Grundstückes um 1980 herum nur wenig bis gar keine Orientierung für die städtebauliche Positionierung des Bauwerkes zuließ, mussten die Architekten die Lage der Kirche auf eine andere Art und Weise definieren. Dabei versuchten sie, zu jeder Zeit den Bezug zur alten Martins-Kirche herzustellen und somit die beiden Kirchenbauwerke in Oberisling miteinander zu verknüpfen. So wurden die Geburtsdaten der beiden Namenspatrone herangezogen. Martin von Tours wurde um 316 n. Chr. geboren. Benedikt von Nursia im Jahr 480 n. Chr. Der Altar der Benediktskirche wurde demnach 164 Meter Luftlinie nach Westen und auf einem Kreisbogen um 7° aus der östlichen Richtung verdreht. Dies definiert die Lage des Altars der neuen Oberislinger Kirche.

#### Die heilige Zahl Sieben

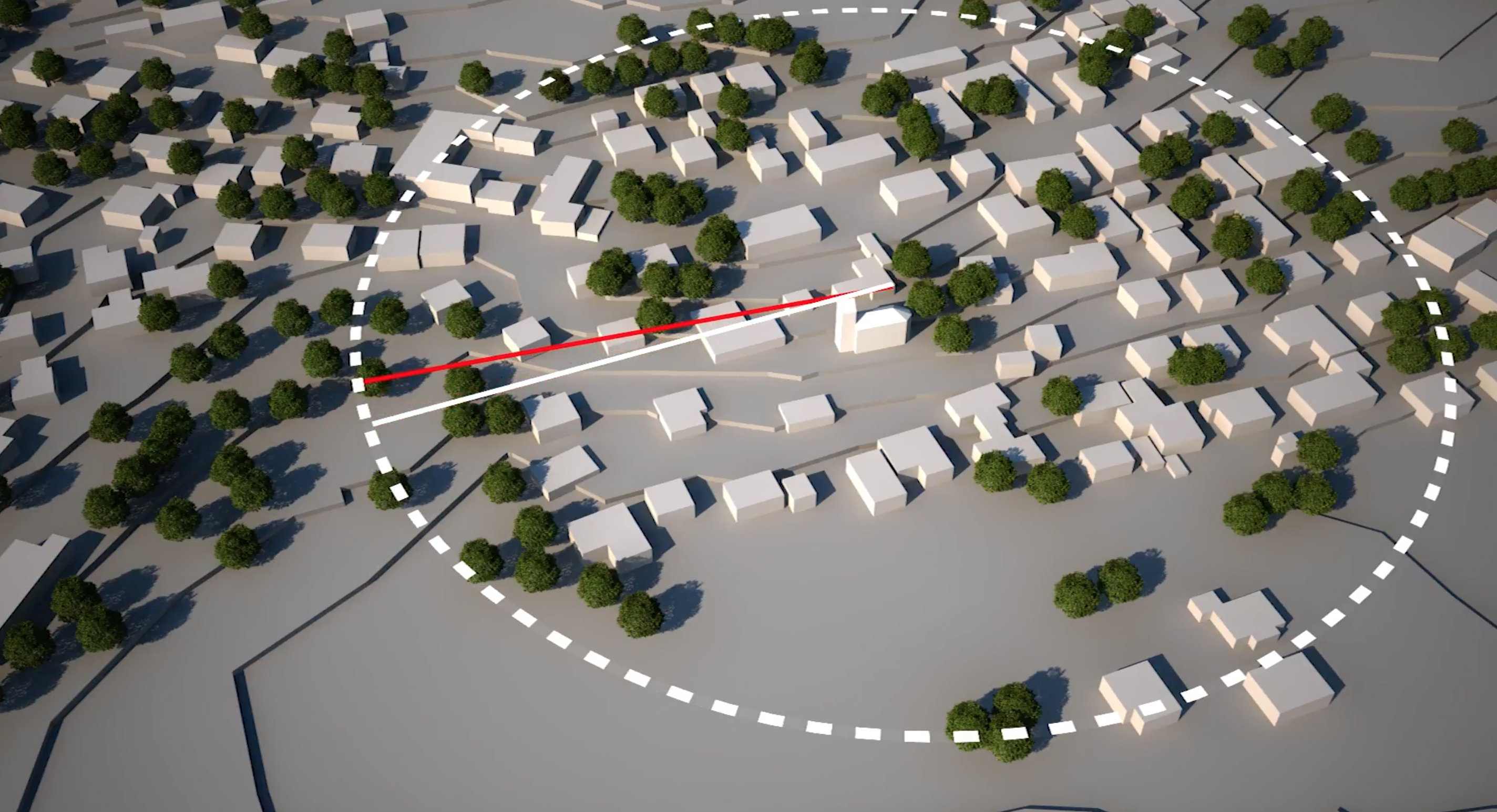
3D-Animation der Definition der Lage des Altars von St. Benedikt

Die 7°-Drehung wird auch innerhalb des Baukörpers sichtbar. Der nördliche Sitzblock nimmt diese Drehung erneut auf und richt sich somit auf den Altar St. Martins aus, während der südliche Sitzblock der Ost-West-Gebäudeachse folgt. Dies ist auch deutlich erkennbar, wenn man auf die Fugen der Bodenfliesen und die Positionierung des nördlichen Sitzblockes achtet.

#### Zwölf Apostel – Zwölf Stützen aus Stahlbeton

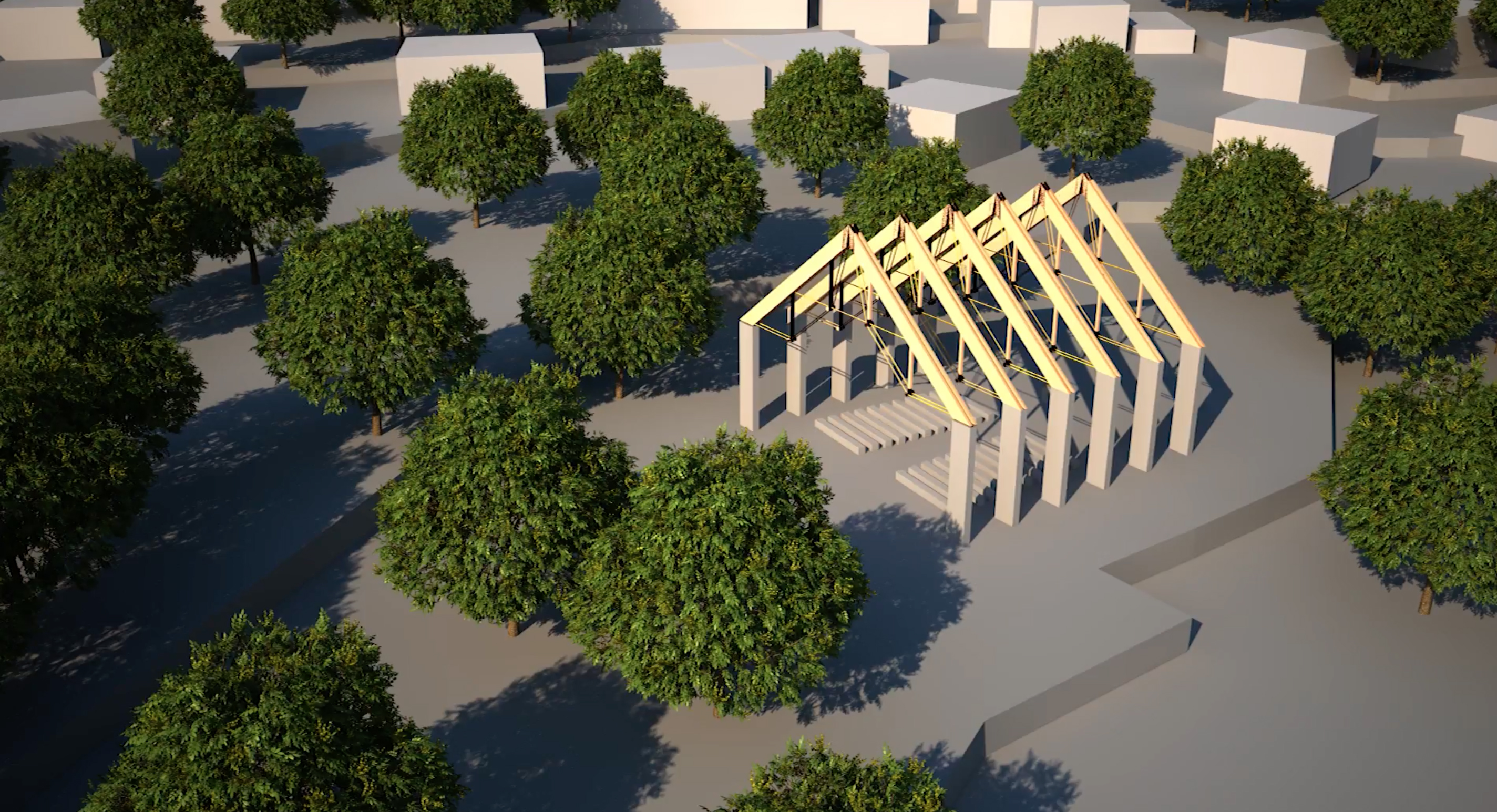
Tragstruktur von St. Benedikt

Zwölf massive Stützen aus Stahlbeton symbolisieren die zwölf Apostel. Auf ihnen wurde der freitragende Holzdachstuhl aus 20 Meter langen und 5 Tonnen schweren Leimbindern mit Sprengwerk aufgelagert.

#### Das „BeneLux“

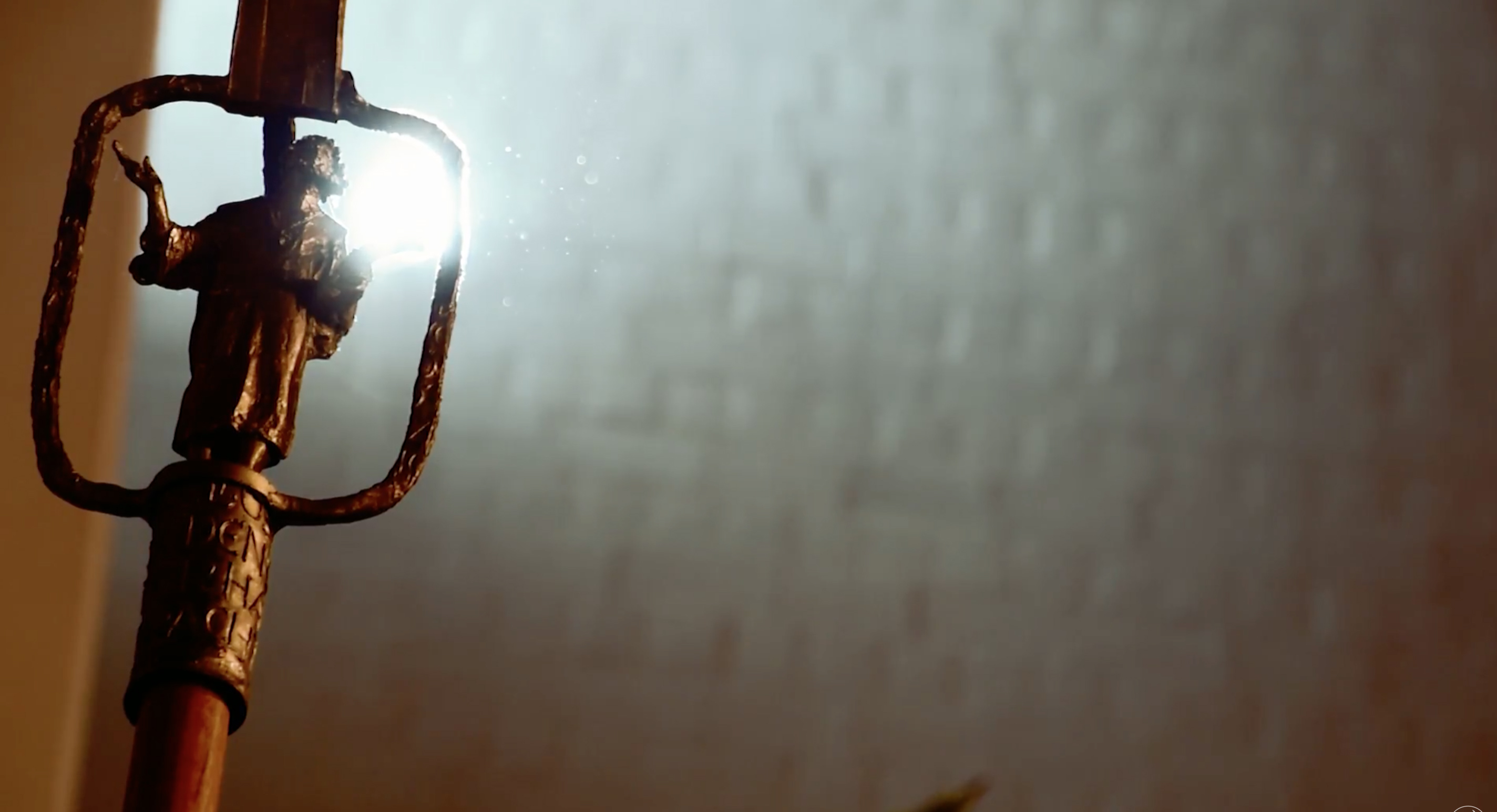
Benediktstatuette um den 11. Juli im Licht der Sonne

Ein weiteres theologisch-architektonisches Symbol befindet sich im nach Südosten gerichteten Teil der Altarrückwand. Eine kleine Lichtöffnung, welches durch ein Rohr beim Bau der Kirche ausgespart wurde. Zum Patrozinium des Heiligen Benedikt am 11. Juli um 10 Uhr schiebt sich die Sonne in eine Linie mit der Benedikt-Statuette im Vortragskreuz und der Öffnung in der Kirchenwand. Somit steht St. Benedikt zur Gottesdienst-Zeit im Licht der Sonne. Dies ist an mehreren Tagen rund um den 11. Juli, auf Grund der Sommersonnenwende aber auch um den  1. Juni herum der Fall.

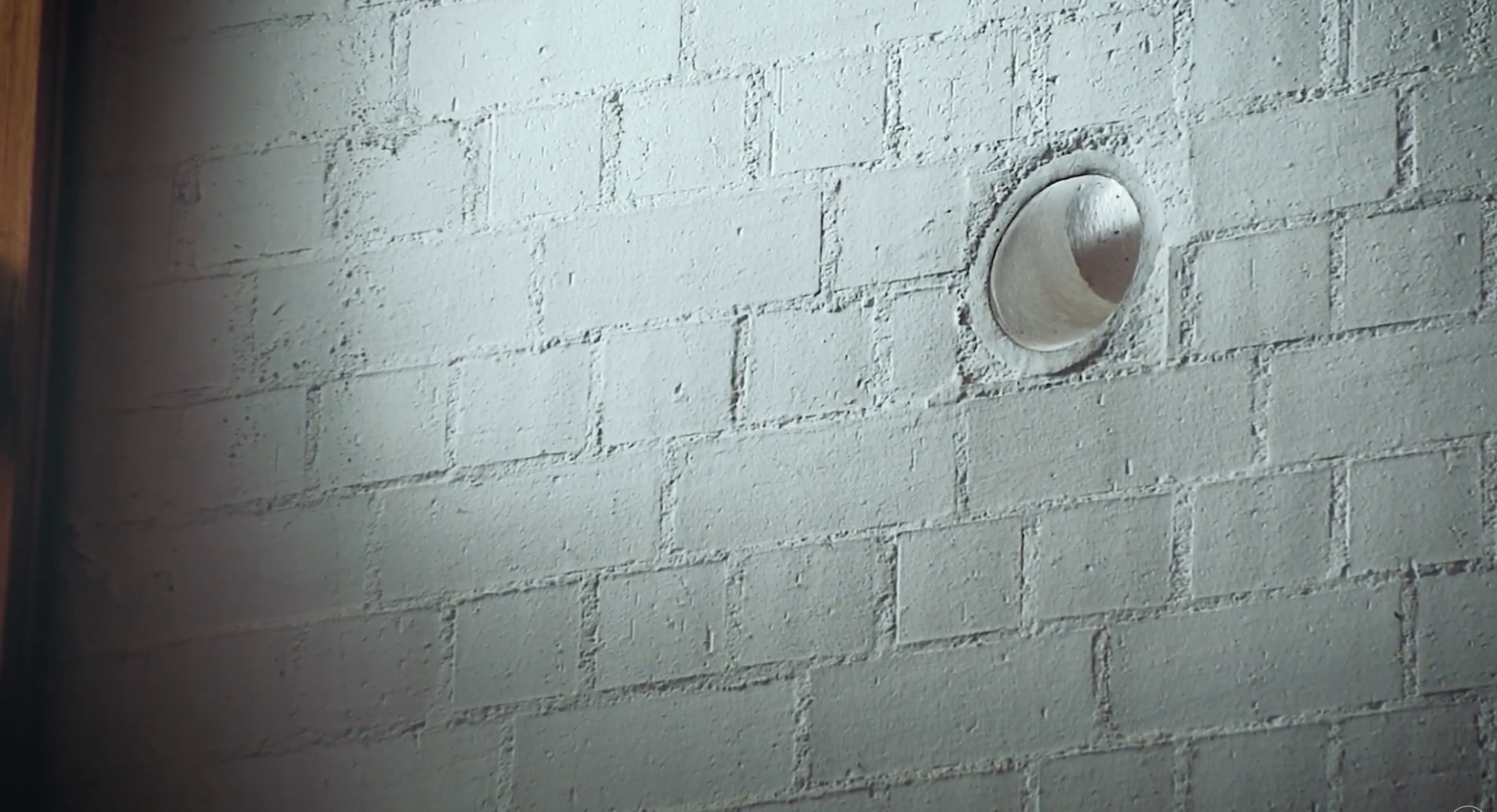
Öffnung in der Altarrückwand

## Künstlerische Ausgestaltung
Die künstlerische Ausgestaltung der Kirche gemäß der Geschichte vom Bund Gottes mit dem Menschen, welche der damalige Pfarrer Georg Frank vorgab, wurde von zwei   Künstlern geprägt.
Der Eggenfeldener Bildhauer Joseph Michael Neustifter, der bereits Mitte der 1970er Jahre eine Kapelle gemeinsam mit den Architekten Wenz und Zettel ausstattete, schuf in seiner unverkennbaren Art den Altar, den Tabernakel, den Ambo, das Vortragskreuz, das Taufbecken und die Mariendarstellung. St. Benedikt verfügt so über eine herausragende Kirchenausstattung.
Der Regensburger Maler Manfred Dinnes wurde mit den Kunstwerken im Bauwerk betraut. Von ihm stammen die Glasbilder der Heiligen in den nördlichen (von Ost nach West: St. Georg, St. Emmeram, St. Elisabeth von Thüringen, St. Maximilian Kolbe) und südlichen Seitenfenstern (St. Benedikt von Nursia und seine Schwester Scholastika), das Westfenster mit der Abbildung der Apokalypse und das große Altarbild mit der Darstellung des „Himmlischen Jerusalems“. Letzteres ist das wohl größte Geheimnis in St. Benedikt, da Dinnes selbst keine Interpretation des Bildes abgeben mochte.

## Dokumentarfilm
Am 10. Februar 2017 wurde in Oberisling der Dokumentarfilm „Ora Et Labora – Ein Architekturdokument“ uraufgeführt. Der Architekt Johannes Zettel, Sohn bzw. Neffe der Architekten Jürgen Zettel und Peter Wenz, produzierte in den Jahren 2015–2017 eine Dokumentation über St. Benedikt in Oberisling. Dabei stützte er sich auf Interviews mit Zeitzeugen, Pläne sowie historisches Foto- und Filmmaterial. Jürgen Zettel strebte noch zu Lebzeiten selbst eine Dokumentation der Symbole, der Zeichen und der Baugeschichte St. Benedikts an, da bereits nach weniger als 30 Jahren die Hintergründe und die Gedanken der Architekten drohten in Vergessenheit zu geraten.